# 13133 Jandecleir
13133 Jandecleir este un asteroid din centura principală de asteroizi.

## Descriere
13133 Jandecleir este un asteroid din centura principală de asteroizi. A fost descoperit pe 10 august 1994 la Observatorul La Silla de Eric Walter Elst. Asteroidul prezintă o orbită caracterizată de o semiaxă mare de 2,65 ua, o excentricitate de 0,12 și o înclinație de 3,1° în raport cu ecliptica.